# Arthur Abele
Arthur Abele (Mutlangen, 30 luglio 1986) è un multiplista tedesco.

## Palmarès
| Anno | Manifestazione    | Sede           | Evento    | Risultato | Prestazione | Note                                     |
| ---- | ----------------- | -------------- | --------- | --------- | ----------- | ---------------------------------------- |
| 2004 | Mondiali juniores | Grosseto       | Decathlon | 7º        | 7224 p.     |                                          |
| 2007 | Mondiali          | Osaka          | Decathlon | 9º        | 8243 p.     |                                          |
| 2008 | Giochi olimpici   | Pechino        | Decathlon | dnf       | dnf         |                                          |
| 2014 | Europei           | Zurigo         | Decathlon | 5º        | 8477 p.     | Miglior prestazione personale            |
| 2015 | Europei indoor    | Praga          | Eptathlon | Argento   | 6279 p.     | Miglior prestazione personale            |
| 2016 | Giochi olimpici   | Rio de Janeiro | Decathlon | 15º       | 8013 p.     |                                          |
| 2018 | Europei           | Berlino        | Decathlon | Oro       | 8431 p.     |                                          |
| 2022 | Europei           | Monaco         | Decathlon | 15º       | 7662 p.     | Miglior prestazione personale stagionale |